# Catherine Frot
Catherine Frot, född den 1 maj 1956 i Paris, är en fransk scen- och filmskådespelare.
Frot har nominerats till Césarpriset tio gånger varav hon vunnit två.

## Filmografi (urval)
- 1980 – Min farbror från Amerika – Arlette som barn
- 1996 – Un air de famille – Yolande
- 1998 – En mycket speciell middag – Marlène Sasseur
- 1999 – La dilettante – Pierrette Dumortier
- 1999 – Trädockorna – Antoinette Bomme
- 2001 – Tokiga onsdag – Sophie
- 2004 – Jag och min syster –  Louise Mollet
- 2006 – En studie i hämnd – Ariane
- 2009 – Happy End
- 2012 – Bon appétit!
- 2015 – Marguerite
- 2017 – Barnmorskan
- 2024 – Misericordia

## Utmärkelser
- 1997 – Césarpriset – Bästa kvinnliga biroll för Un air de famille
- 1999 – Moskvas internationella filmfestival – Bästa kvinnliga skådespelare för La dilettante
- 2015 – Césarpriset – Bästa kvinnliga huvudroll för Marguerite